# Antioch (Illinois)
Antioch é uma vila localizada no estado americano de Illinois, no Condado de Lake.

## Demografia
Segundo o censo americano de 2000, a sua população era de 8788 habitantes. 
Em 2006, foi estimada uma população de 13.491, um aumento de 4703 (53.5%).

## Geografia
De acordo com o United States Census Bureau tem uma área de 
19,8 km², dos quais 19,1 km² cobertos por terra e 0,7 km² cobertos por água. Antioch localiza-se a aproximadamente 241 m acima do nível do mar.

## Localidades na vizinhança
O diagrama seguinte representa as localidades num raio de 12 km ao redor de Antioch. 